# Aldreu
Aldreu ist eine Gemeinde (Freguesia) im nordportugiesischen Kreis Barcelos. In ihr leben 795 Einwohner (Stand 19. April 2021).